# 本庄サーキット
本庄サーキット（ほんじょうサーキット）は、埼玉県本庄市にあるミニサーキットである。有限会社セーフティパーク本庄が運営に当たっている。2020年7月から2022年末までの旧称はGOLDEX 本庄モーターパーク。

## 概要
2005年4月29日オープン。採掘場跡を利用して建設された。全長1112mとコース長は短いが、都心からのアクセスが良いことから、首都圏におけるモータースポーツの一拠点となっている。
ミニサーキットであるために大きなイベントの開催はなく、軽自動車やレーシングカートによって争われる耐久レースや、オートバイのスプリントレースやタイムアタック大会、ジムカーナの練習会・大会などが主に開催されている。かつてはD1グランプリの下位カテゴリーであるD1ストリートリーガル（現・D1ライツ）の地方戦であるDIVISIONAL SERIESのCENTRAL DIVISIONが開催されていた。。
2020年、ブロックチェーン技術の開発などを手掛けるGOLDEX株式会社が、関連会社を通じて本サーキットの経営権を取得。同年7月よりサーキット名称を「GOLDEX 本庄モーターパーク」に改め、同社傘下で運営を行うことになった。しかし2022年12月、GOLDEXとサーキットとの間の契約が破棄されたことが公表され、2023年1月より名称を元の「本庄サーキット」に戻した。

## コース解説
短い直線をヘアピンで結んだ基本的にストップアンドゴーのコースレイアウトである。高低差はほぼない。

## 利用方法・ライセンス
- 15分／本の時間制フリー（スポーツ）走行が基本であり[5]、走行する車両の種類によって枠が分かれている（四輪、バイク、ミニバイク、レーシングカート）[6]。

- 初回は講習を受ける必要がある。講習を修了後はサーキットの「メンバー」に入会するか、「ビジター」として走行権利を得るか選択する。「メンバー」への入会のためには入会金が必要であるが、走行料金の割り引きを受けることができる、同乗走行が可能になるなどの特典がある[6]。

- ショップなどが貸切り、走行会を開催することも多い。また、個人が貸切りすることも可能である[7]。

## その他
- すぐ隣には「骨波田の藤」（こっぱだのふじ）で有名な長泉寺がある。一般的にはこちらの方が有名であり、特に藤の花が咲く5月には観光バスなどで訪れる人が多い。
- 創設当時は本庄市ではなく児玉町であったが、2006年1月10日に本庄市と合併して新たに本庄市となった。創設時点で合併は決定しており、それを見越したネーミングとなっている。
- 木村拓哉主演のドラマ『エンジン』（フジテレビ）のロケが行われたことがあり、木村がトムスのF3マシンを実際にドライブした。

## 騒音問題
2006年12月、近隣の住民から議員への騒音やタイヤカスについて陳情があり、本庄市議会にて取り上げられた。地形からか、近隣よりも少し離れた地域への影響が多く発生していたという。市からは年間を通して随時立入調査を行い、苦情があれば指導やお願いをしているという。そのため、度々騒音規制を強化していた。
しかし、近隣にある長泉寺では法事が出来ないほどの騒音があるとして、本庄市の市長や県の職員も交えて話し合いをしてきたが、本庄サーキット社長から「これ以上、何を言われても軽減はできないから訴えてくれ」と寺側に通知があり、2015年に提訴に踏み切った。裁判は最高裁まで争い、サーキット側が敗訴。寺の敷地内に50デシベル以上の音量が聞こえないようにするという内容で判決された。この結果から、サーキット側は2020年度よりドリフト走行を禁止することに決めた。また、走行中の音量が最高98dBという音量規制も設けられている。